# Bandiera del Turkmenistan
La bandiera del Turkmenistan è stata adottata il 24 gennaio 2001. Viene spesso descritta come la bandiera più dettagliata del mondo.
La bandiera presenta un campo verde con una banda verticale rossa vicino al lato del pennone, che contiene cinque motivi utilizzati nella produzione dei tappeti, impilati sopra due rami d'ulivo incrociati, simili a quelli presenti sulla bandiera delle Nazioni Unite. Una mezzaluna bianca crescente e cinque stelle bianche appaiono nella parte al vento, appena a destra della banda rossa.
Il campo verde e la luna crescente sono simboli dell'Islam, mentre le stelle rappresentano le cinque province (Welaýatlar) dello Stato: Ahal, Balkan, Daşoguz, Lebap e Mary.
I cinque motivi disposti lungo l'asta simboleggiano l'identità nazionale del Turkmenistan e designano le cinque maggiori tribù o case e sono presenti anche nello stemma nazionale. Le cinque tribù rappresentate sui tappeti sono, dall'alto verso il basso: Teke (Tekke), Yomut (Yomud), Arsary (Ersary), Chowdur (Choudur) e Saryk (Saryq). I Salyr (Salor), tribù che fu decimata in seguito ad una sconfitta militare nell'epoca moderna, non sono presenti, così come molteplici piccole tribù o sottotribù.

## Bandiere storiche

Bandiera della Repubblica Socialista Sovietica Autonoma del Turkestan (1919-1924)
Bandiera proposta per la RSS Turkmena (1925)
Bandiera della RSS Turkmena (1926-1937)
Bandiera della RSS Turkmena (1937-1940)
Bandiera della RSS Turkmena (1940-1953)
Bandiera della RSS Turkmena (1953-1973)
Bandiera della RSS Turkmena (1973-1991)
Verso della Bandiera della RSS Turkmena
Bandiera usata dal 1992 al 1997
Bandiera usata dal 1997 al 2001